# Scopula unicornata
Scopula unicornata är en fjärilsart som beskrevs av W. Warren 1900. Scopula unicornata ingår i släktet Scopula och familjen mätare. Inga underarter finns listade.